# Øverød
Øverød è un quartiere della città di Holte, nella zona metropolitana di Copenaghen, in Danimarca. 
Il distretto appartiene al comune di Rudersdal.

## Geografia
La separazione geografica tra Holte e Øverød consiste in una linea che va da nord a sud, dalla sponda occidentale Søllerød al lato orientale della foresta di Rude. Øverød è situato ad est della Via Regia e della foresta di Rude, nonché a nord del lago di Søllerød. La distanza tra Øverød e il centro di Copenaghen è di circa 20 km.

## Storia
Øverød era, originariamente, un antico villaggio indipendente, ma oggi è stato agglomerato da Holte, e queste due aree nel 2008 avevano una popolazione totale di circa 10 300 abitanti.